# Записки Ніжинського інституту народної освіти
«Записки Ніжинського інституту народної освіти» — науковий періодичний часопис. Видавався 1924–32. Вийшло 12 чисел. 1928–29 (кн. 8, 9) мав назву «Записки Ніжинського інституту народної освіти та Науково-дослідної кафедри історії культури і мови при Інституті», 1931–32 — «Записки Ніжинського інституту соціального виховання». Кн. 1–6 (1924–26) редагував В.Рєзанов, кн. 7–10 (1927–30) — М.Петровський, кн. 11 (1931) — О.Воробйов та М.Петровський, кн. 12 (1932) — В.Бутко й М.Петровський. Друкувалися звіти про роботу Ніжинського інституту народної освіти та Науково-дослідної кафедри історії культури й мови, праці О.Грузинського, А.Єршова, П.Одарченка, М.Петровського, В.Рєзанова, Є.Рихліка, В.Фесенка, К.Штепи та ін. з історії України й стародавнього світу, літературознавства, етнографії.